# ليسوني
ليسوني (بالإيطالية: Lissone) ، مدينة إيطالية في مقاطعة منزا وبريانسا ضمن إقليم لومبارديا عدد سكانها 38,088 نسمة .

## السكان
في سنة 1751 بلغ عدد السكان 1٬030 نسمة، وتطور العدد ليصل في سنة 2011 لـ 42٬220 نسمة.
يظهر هذا المخطط البياني تطور النمو السكاني لـ ليسوني

## أعلام
- غويدو سالا